# Haromoni@
Haromoni@ (ハロモニ@?) es el título de la secuela del programa de variedades japonés Hello! Morning, que lo sustituyó a partir del 8 de abril de 2007, en TV Tokyo y más tarde en todo el país en varias cadenas de televisión, en Alta Definición. Las estrellas del programa son las miembros de Morning Musume, que encarnan los papeles de varios animales diferentes que trabajan bajo el imperio de los jóvenes y medianamente despótico King Akachin (あかちん国王?) -cuyo nombre deriva de la palabra japonesa "baby" (赤ちゃん akachan?)- en el Reino de ficción Haromoni. El último episodio de la serie salió al aire el 28 de septiembre de 2008.

## Concepto
Haromoni@ se distancia de su predecesor Hello! Morning. En los diez primeros episodios, la serie siguió a la forma de una narración relativamente coherente que detalla la realización semanal de una tarea específica, que generalmente consistía en la entrega de una determinada pieza de hardware que se utiliza en el comercio y la industria, en nombre del Rey Akachin.
A partir de entonces, el enfoque de la serie llegó a poner en primer lugar varios segmentos como Lying Queen (うそつQUEEN?), Little King (チビッコKING?), Hit Jack (ヒットの現場JACK?) y Child Gourmet Joker (お子さまグルメJOKER?).
Las miembros de Morning Musume se suelen dividir en dos grupos que desafían a otras celebridades japonesas para competir en una serie de juegos, una o más para cada una de los segmentos antes mencionados.

## Segmentos
Desde el 27 de enero de 2008 hasta el 27 de abril de 2008, Haromoni@ consistió en sólo un segmento MouTube y en ocasiones una interpretación o ejecución del estudio.
- Lying Queen (29 de julio de 2007 – 25 de noviembre de 2007)

Las chicas de Morning Musume tienen que engañar a los invitados para ganar el juego. En algunos casos fingen hacer algo para que el invitado detectara la mentira.
- Little King (29 de julio de 2007 – 9 de diciembre de 2007)

Este segmento presenta a un niño o niños pequeños que tienen talentos especiales. Los niños muestran su talento y, a menudo incluyen a las Morning Musume. El ganador del reto es recompensado con un postre gourmet.
- Hit Jack (5 de agosto de 2007 – 2 de septiembre de 2007)

Las chicas investigan las últimas modas y artículos nuevos en Japón. Como la mayoría de la gente sabe sobre todo ello, las chicas se dedican a mostrar su historia y como se hacen.
- Child Gourmet Joker (30 de septiembre de 2007 – 28 de octubre de 2007)

Las chicas conocen la comida favorita del niño invitado. Pero solo podrán probarlo si no pierden el juego. El juego consiste en que Mr. Shuffle, un payaso mudo, les da a cada chica una carta boca abajo; todas las cartas están en blanco, excepto una que es el comodín.
- Collab Musume (7 de octubre de 2007 – 9 de diciembre de 2007)

En este segmento, las chicas colaboran en distintas cosas. En un episodio ayudaban en una panadería a elaborar un nuevo pan para su venta.
- Equal Viking (18 de noviembre de 2007 – 20 de enero de 2008)

Las miembros de Morning Musume y varios invitados se sientan alrededor de una mesa circular en la que se colocan algunos platos. Las chicas y los invitados deben tener una cierta cantidad de comida, hasta que se la hayan acabado. Al final tienen que haber comido la misma cantidad de comida.
- MouTube (13 de enero de 2008 – 28 de septiembre de 2008)

En MouTube se muestra una colección de videos cortos. Originalmente eran clips de YouTube al estilo de gente mostrando sus habilidades especiales, comedia, y por lo general haciendo cosas raras y únicas.
Más tarde se añadió un elemento de calificación de estrellas. Después de cada video, las chicas pulsan un botón donde califican si les gustó, esto hace que una estrella salga detrás de ellas. El número de estrellas suman su calificación.